# Everybody’s Trying to Be My Baby
Everybody’s Trying to Be My Baby (englisch Jeder versucht, meine Freundin zu sein [sinngemäß]) ist ein Lied von Carl Perkins, das 1957 auf dem Album Dance Album of…Carl Perkins veröffentlicht wurde. Komponiert wurde es ebenfalls von Carl Perkins.
In 1964 wurde Everybody’s Trying to Be My Baby von der britischen Band The Beatles auf ihrem Studioalbum Beatles for Sale veröffentlicht.

## Hintergrund
Everybody’s Trying to Be My Baby basiert teilweise auf dem Lied Everybody’s Tryin‘ to Be My Baby aus dem Jahr 1936, das von Rex Griffin komponiert und aufgenommen wurde. Nachdem Griffin in den frühen 1930er Jahren für Radiosender auftrat, unterschrieb er 1935 bei Decca Records und nahm das Stück 1936 auf, das von verschiedenen anderen Künstlern wie Roy Newman (1939) und Jimmy Short (1951) gecovert wurde. Carl Perkins änderte die Melodie und den Text, wodurch das Gesamtthema des Songs verändert wurde.
Everybody’s Trying to Be My Baby gehörte zu Beginn ihrer Karriere zum Liverepertoire der Beatles; gesungen wurde es von George Harrison, der ein Fan von Carl Perkins war. Eine frühe Liveversion erschien auf dem Album Live! at the Star-Club in Hamburg, Germany; 1962. 1965 wurde das Stück wieder auf Beatles-Tourneen gespielt.
Die US-amerikanischen Tonträgergesellschaft Capitol Records verwendete Everybody’s Trying to Be My Baby für das US-amerikanische Album Beatles ’65 und veröffentlichte die EP 4 by the Beatles, auf der sich das Stück ebenfalls befindet.
Die Beatles nahmen mit Honey Don’t und Matchbox noch zwei weitere Perkins-Komposition auf. Der erste Perkins-Titel befindet sich auch auf dem Album Beatles for Sale, Matchbox erschien auf der EP Long Tall Sally. Eine weitere von den Beatles gespielte Perkins-Komposition, Sure to Fall (In Love with You), erschien auf dem Album Live at the BBC.
Am 21. Oktober 1985 war Harrison Gast bei Carl Perkins, der in den „Limehouse Television Studios“ in London das Fernsehspecial Blue Suede Shoes: A Rockabilly Session with Carl Perkins and Friends aufnahm. Weitere Gastmusiker waren unter anderem Ringo Starr, Eric Clapton und Dave Edmunds. Harrison sang Everybody’s Trying to Be My Baby, Starr das Lied Honey Don’t.

## Aufnahme von Carl Perkins

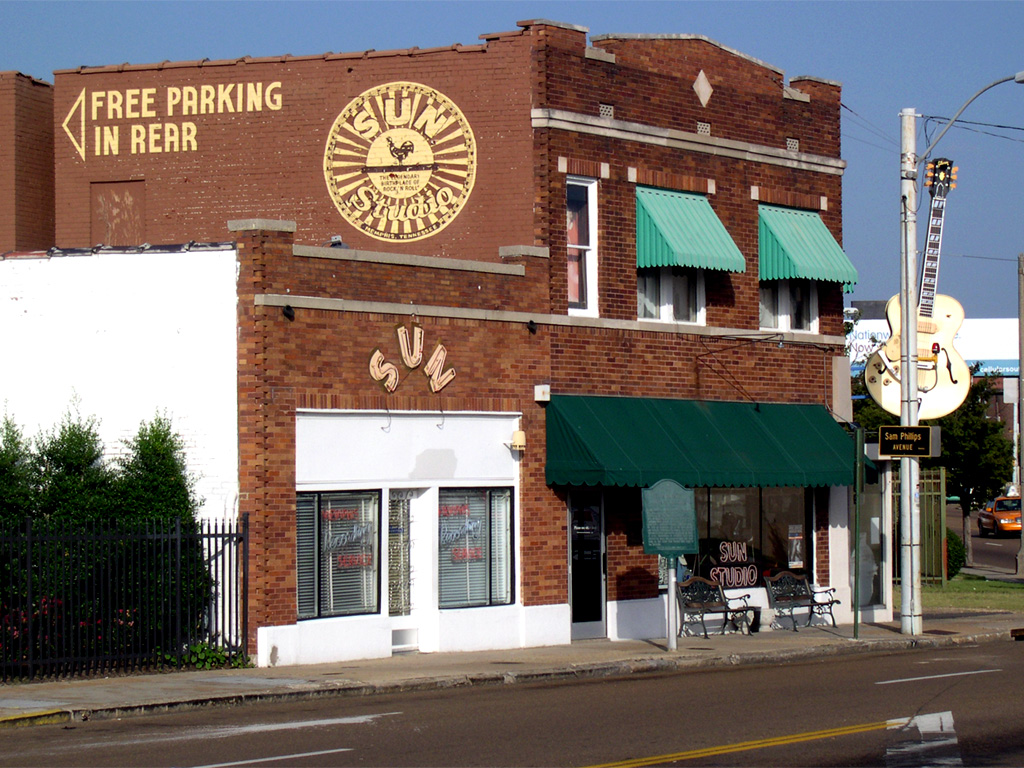
Sun Studio

Everybody’s Trying to Be My Baby wurde im März 1956 im Sun Studio in Memphis, Tennessee, von Carl Perkins eingespielt. Produzent der Aufnahme ist Sam Phillips.
Besetzung
- Carl Perkins: Leadgitarre, Gesang
- Eddie Starr: Gitarre
- Clayton Perkins: Bass
- W.S. „Fluke“ Holland: Schlagzeug

## Aufnahme der Beatles
Everybody’s Trying to Be My Baby wurde am 18. Oktober 1964 in den Londoner Abbey Road Studios (Studio 2) mit dem Musikproduzenten George Martin in One Take aufgenommen, Norman Smith war der Toningenieur. An diesem Tag wurden noch sechs weitere Lieder aufgenommen: Kansas City / Hey Hey Hey Hey, I Feel Fine, I’ll Follow the Sun, Rock and Roll Music, Mr. Moonlight und Words of Love. Darüber hinaus wurde weiter an Eight Days a Week gearbeitet.
Die Aufnahmen der sieben Lieder erfolgten zwischen 14:30 und 23:30 Uhr.
Die Abmischung des Liedes erfolgte am 21. Oktober 1964 in Mono und am 4. November 1964 in Stereo.
Besetzung
- John Lennon: Akustikgitarre, Tamburin
- Paul McCartney: Bass
- George Harrison: Leadgitarre, Gesang
- Ringo Starr: Schlagzeug

## Veröffentlichungen
- In 1957 erschien das Studioalbum Dance Album of…Carl Perkins von Perkins, auf dem sich ebenfalls Everybody’s Trying to Be My Baby befindet.[5]
- Am 13. November 1964 erschien in Deutschland das sechste Beatles-Album Beatles for Sale, auf dem Everybody’s Trying to Be My Baby enthalten ist. In Großbritannien wurde das Album am 4. Dezember 1964 veröffentlicht, dort war es das vierte Beatles-Album.
- In den USA wurde Everybody’s Trying to Be My Baby auf dem dortigen siebten Album Beatles ’65 am 15. Dezember 1964 veröffentlicht.
- In den USA erschien am 1. Februar 1965 die EP 4 by the Beatles inklusive Everybody’s Trying to Be My Baby.
- Am 15. April 1965 wurde in Japan die Beatles-Single I Don’t Want to Spoil the Party / Everybody’s Trying to Be My Baby veröffentlicht.[6]
- Im Herbst 1965 wurde in Griechenland die Beatles-Single Everybody’s Trying to Be My Baby / What You’re Doing veröffentlicht.[7]
- Am 8. April 1977 wurde eine frühe Liveversion der Beatles von Everybody’s Trying to Be My Baby auf dem Album Live! at the Star-Club in Hamburg, Germany; 1962 veröffentlicht.
- Für BBC Radio nahmen die Beatles unter Live-Bedingungen eine weitere Fassung von Everybody’s Trying to Be My Baby auf, die am 17. November 1964 im BBC Playhouse Theatre, London eingespielt wurde und am 28. November 1994 auf dem Album Live at the BBC erschien.
- Am 13. März 1996 wurde Anthology 2 mit einer Liveversion von Everybody’s Trying to Be My Baby veröffentlicht, die am 15. August 1965 im Shea Stadium aufgenommen worden war.
- Auf der Wiederveröffentlichung am 9. September 2016 des Livealbums der Beatles The Beatles at the Hollywood Bowl, befindet sich eine Liveversion von Everybody’s Trying to Be My Baby.

## Weitere Coverversionen
Folgend eine kleine Auswahl:
- Johnny Cash – Unearthed[8]
- Billy Field – Rock ’n Roll Memories[9]
- The Red Shots – Play My Boogie[10]